# Antun Branko Šimić

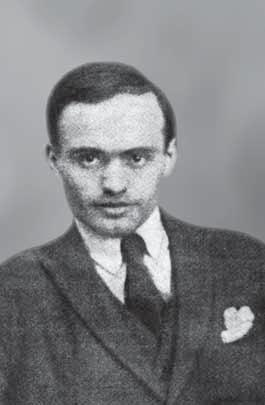
Antun Branko Šimić em 1925

Antun Branko Šimić (18 de novembro de 1898 – 2 de maio de 1925) foi um poeta e crítico expresionista, croata nascido na Bósnia e Herzegovina, que introduziu o verso livre na língua croata.
A imagem de AB Šimić pode ser vista na notas de 20 km da Bósnia e Herzegovina.